# Frassineto Po
Frassineto Po é uma comuna italiana da região do Piemonte, província de Alexandria, com cerca de 1.465 habitantes. Estende-se por uma área de 29,24 km², tendo uma densidade populacional de 50,1 hab/km². Faz fronteira com Borgo San Martino, Breme (PV), Candia Lomellina (PV), Casale Monferrato, Ticineto, Valmacca.

## Demografia
| Variação demográfica do município entre 1861 e 2011                               |
|                                                                                   |
| Fonte: Istituto Nazionale di Statistica (ISTAT) - Elaboração gráfica da Wikipedia |